# Hetényi Laura

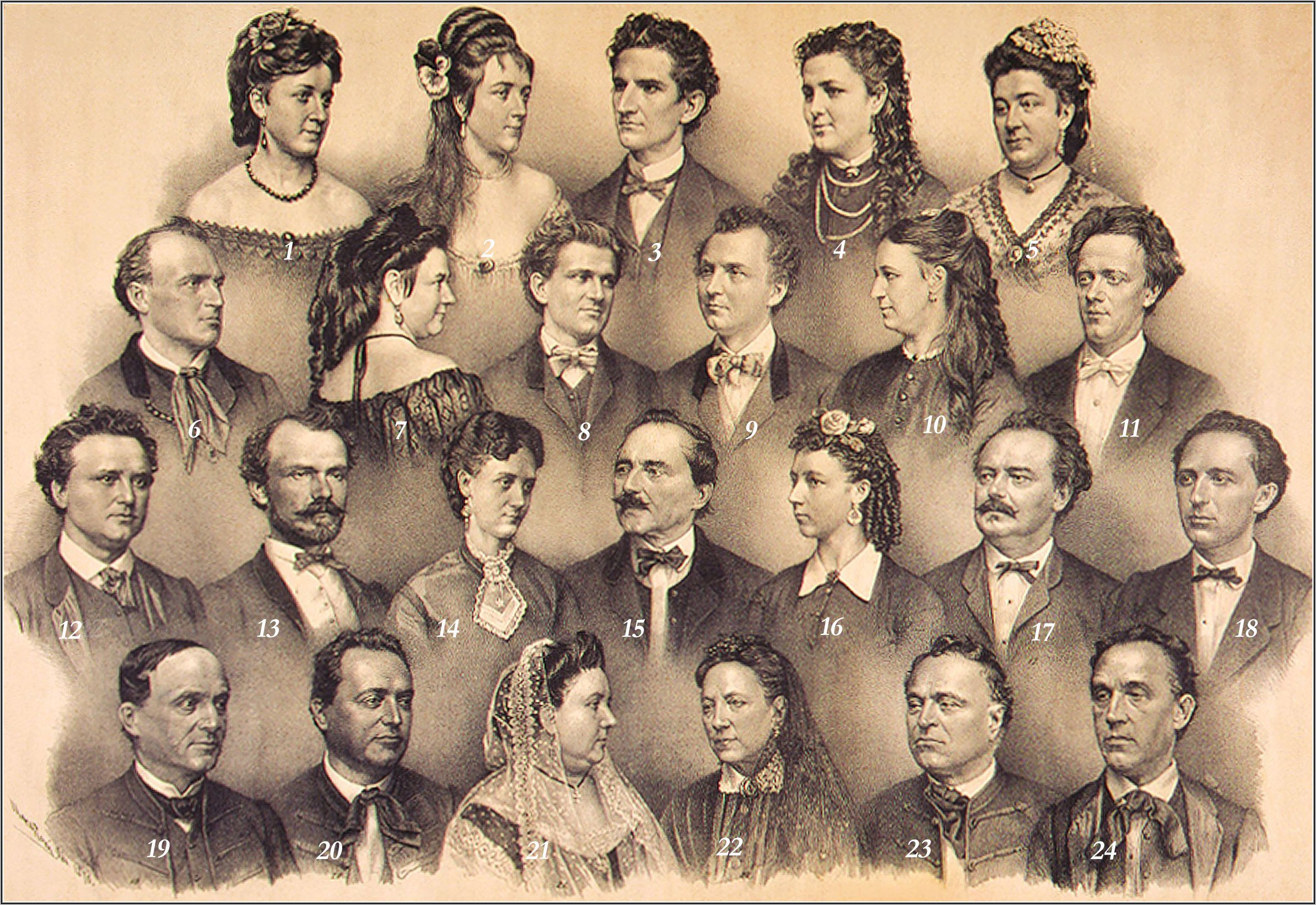
Az 1870-es debreceni színtársulatról készített tablón sorrendben a következő színészek láthatók: 1. Szakáll Róza (1848–1926); 2. Tannerné Szabó Róza, később Erkel Sándorné (1850–1922); 3. Bercsényi Béla (1844–1901); 4. Blaha Lujza (1850–1926); 5. Mándoky Béláné [Presly] Morzsai Emma (1844–1923); 6. Rónai Gyula (1828–1874); 7. Hetényi Laura, Molnárné (1830–1874); 8. Mándoky Béla (1839–1918); 9. Együd István (1838–1882); 10. Dalnoki Béniné, Konti Fáni (1842–1908); 11. Vízvári Gyula (1841–1908); 12. Gerecs János (1843–1910); 13. Dalfi Lőrinc; 14. Takács Emese, Bercsényiné (1847–1914); 15. Szabó József (1814–1875); 16. Szomolnoki Erzsi, Balla Istvánné; 17. Tanner István (1828–1878); 18. Dalnoki Béni (1838–1914); 19. Foltényi Vilmos (1820–1905); 20. Zöldi Miklós (1821–1876); 21. Foltényiné, Szákfy-Szabó Amália (1830–1901); 22. Zöldiné Szabó Julianna (1812–1886); 23. Dózsa József (1815–1886); 24. Philippovits István (1822–1885)

Hetényi Laura, Hetényi Eleonóra (Debrecen, 1830. május 2. – Budapest, 1874. július 8.) színésznő, Molnár György első felesége.

## Életútja
Apja Hetényi József színigazgató volt, már gyermekként szerepelt a társulatában. Édesanyja Maritovszki Amália. 1830. május 4-én keresztelték. 1854-ben Miskolcon és 1855-ben Vácott szerepelt. Széles hangterjedelme és természetes játéka révén csakhamar az ismert énekesnők sorába emelkedett. Voltak, akik az operához egyengették útját, de ő mindvégig megmaradt a népszínmű terén. 1855. július 22-én fellépett a Nemzeti Színházban, a »Huszár-csiny« Borcsa szerepében. Ez idő tájt meg is hívták az intézethez, de a szerződést nem fogadta el, ismét csak vidékre vágyódott. 1858-ban Pécsett, 1859-ben Miskolc, 1860-ban Szegeden játszott, 1861–1864 között a Budai Népszínházban lépett fel. Győrött igen kedvelt művésznő volt. 1857. február 23-án Győrszentmártonban házasságot kötött Molnár Györggyel. 1861-ben Budán egy zord őszi estén a sok énekléstől torokfájást kapott, de ő azért sokszor lépett fel és sokszor énekelt is. Utoljára már anyaszerepkörben működött Debrecenben, 1866-tól haláláig a Debrecen–Nagyváradi társulatnak volt a tagja. Emlőrák következtében hunyt el 1874-ben.

## Fontosabb szerepei
- Marcsa (Hirschfeld: Tündérlak Magyarhonban)
- Borcsa (Vahot I.: Huszárcsíny)
- Rózsi (Szigligeti E.: Csikós)